# Pornchai Thongburan
Pornchai Thongburan (in thai: พรชัย ทองบุราณ; 1º luglio 1974) è un ex pugile thailandese.

## Palmarès

### Olimpiadi
- 1 medaglia:
  - 1 bronzo (Sydney 2000 nei pesi superwelter)

### Giochi asiatici
- 1 medaglia:
  - 1 bronzo (Hiroshima 1994 nei pesi welter-leggeri)